# 马尔杜克·那丁·阿海
马尔杜克·那丁·阿海（约公元前1099年—约公元前1082年在位）（英語：Marduk-nadin-ahhe）巴比伦国王。他进攻亚述，占领伊卡拉图姆，进驻亚述都城附近以南30英里处，亚述人进行反击，并对北部巴比伦的一些城市发起进攻，包括杜尔·库里加尔祖和巴比伦，摧毁了那里的宫殿。在他统治后期，发生了严重饥荒，阿拉米亚部族乘机进击巴比伦。